# 圣伊莱尔博讷瓦勒
圣伊莱尔博讷瓦勒（法語：Saint-Hilaire-Bonneval，法語發音：[sɛ̃.t‿ilɛʁ bɔnval]）是法国新阿基坦大区上维埃纳省的一个市镇，属于利摩日区。

## 地理
圣伊莱尔博讷瓦勒（45°43'10"N, 1°22'27"E）面积28.49 平方千米，位于法国新阿基坦大区上维埃纳省，该省份为法国中西部省份，北起顺时针与安德尔省、克勒兹省、科雷兹省、多爾多涅省、夏朗德省和维埃纳省接壤。
与圣伊莱尔博讷瓦勒接壤的市镇（或旧市镇、城区）包括：布瓦瑟伊、埃若、皮埃尔比菲耶尔、罗瑟尔河畔圣热内斯、圣让利古尔、圣保罗、布勒伊河畔维克。

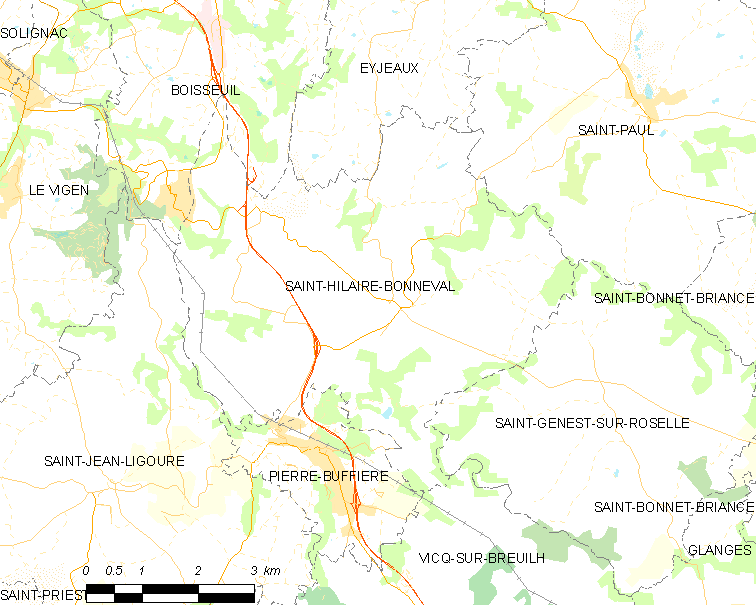
圣伊莱尔博讷瓦勒的OSM定位图

圣伊莱尔博讷瓦勒的时区为UTC+01:00、UTC+02:00（夏令时）。

## 行政
圣伊莱尔博讷瓦勒的邮政编码为87260，INSEE市镇编码为87148。

## 政治
圣伊莱尔博讷瓦勒所属的省级选区为维埃纳河畔孔达县。

## 人口

1962-2008年间圣伊莱尔博讷瓦勒人口变化图示

圣伊莱尔博讷瓦勒于2022年1月1日时的人口数量为1005人。